# 张立群 (1969年)
张立群（1969年12月—），男，内蒙古多伦人，中国共产党党员、中华人民共和国学者、中国工程院院士。2022年8月26日任华南理工大学校长、党委副书记。2024年3月19日接替王树国，担任西安交通大学校长、党委副书记。同年8月30日正式卸任华南理工大学校长、党委副书记一职，由时任河海大学党委书记唐洪武接替。